# Venezolana
Venezolana (mã ICAO = VEC) là hãng hàng không của Venezuela, trụ sở ở Maracaibo. Hãng có căn cứ ở Sân bay quốc tế Simón Bolívar.

## Lịch sử
Venezolana được thành lập và bắt đầu hoạt động từ năm 2001. Hãng hiện có các tuyến đường chở khách thường xuyên trong vùng.

## Các nơi đến
(Tháng 12/2007):
- Venazuela

- Maracaibo
- Caracas
- Porlamar
- Cumaná
- El Vigia

- Antille thuộc Hà Lan

- Aruba

## Đội máy bay

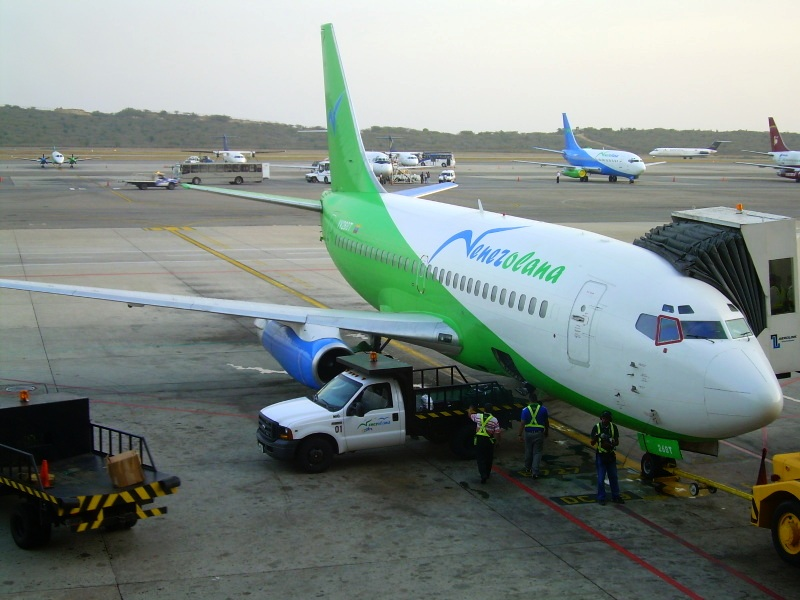
Máy bay Boeing 737-200 Adv của Venezolana ở Sân bay quốc tế Simón Bolívar, (Maiquetía)

(Tháng 8/2006):
- 4 Boeing 737-200 Adv
- 4 BAe Jetstream 41